# NGC 859
NGC 859 è una galassia a spirale situata nella costellazione della Balena, a una distanza di circa 277 milioni di anni luce dalla nostra Via Lattea.

## Scoperta
La galassia è stata scoperta il 3 ottobre 1886 dall'astronomo statunitense Lewis Swift. Swift riosservò poi la stessa galassia il 31 ottobre dello stesso anno senza rendersi conto che si trattava dello stesso oggetto celeste osservato solo 28 giorni prima. Per questo la galassia è inserita nel New General Catalogue anche con il codice NGC 856.

## Descrizione
NGC 859 presenta una larga riga a 21 cm dell'idrogeno neutro.  
È inoltre una galassia attiva di tipo Seyfert 1 (Sy 1) a larga riga spettrale (nella letteratura scientifica indicata come BLAGN, acronimo dell'inglese Broad-Line Active Galactic Nucleus).

## Supernova
Il 13 dicembre 2004, all'interno di NGC 859 è stata scoperta la supernova SN 2004gv da Y.-t. Chen dall'Osservatorio Lulin. La supernova è stata classificata di tipo Ib.